# Сияк, Иван Михайлович
Ива́н Миха́йлович Сия́к (укр. Іван Михайлович Сіяк; 1887, Ляшские Мурованы — 3 ноября 1937, Сандармох) — украинский военный деятель, военнослужащий австрийского легиона УСС, советский преподаватель-лингвист и дипломат.

## Биография
Сын Михаила Сияка, директора школы имени Б. Д. Гринченко во Львове. Окончил юридический факультет Львовского университета. В 1905—1919 годах был деятелем УСДП. В годы Первой мировой войны командовал ротой легиона Украинских сечевых стрельцов, в армии УНР служил в офицерском звании. Командовал Станиславским студенческим куренем, был комендантом города Тарнополь, руководил железным отрядом армии УНР и был атаманом Зелёной армии. В годы Гражданской войны был руководителем антирумынского восстания 1919 года в Хотынщине. Неся службу в Украинской Галицкой Армии, чуть не попал под суд по обвинению в попытке ареста генерала А. П. Грекова и Е. Е. Петрушевича.
После сражения под Ставищем попал в плен к красноармейцам, после уговоров Владимира Затонского переехал в Москву, где был принят в РКП(б). В 1919 году был принят в КП(б)У, был главой комиссии Реввоенсовета фронта по работе среди революционеров Галичины, некоторых сечевых стрельцов он перевёл на сторону Красной Армии. На IV Всеукраинском Съезде Советов (с 16 по 20 мая 1920) выступал защитником Красной Украинской Галицкой Армии в спорах с Христианом Раковским. После войны работал секретарём Посольства СССР в Варшаве, преподавателем в вузах Харькова и Киева, с 1930 года занимал должность директора Института лингвистического образования УССР.
2 февраля 1933 арестован по статье 54-11 УК УССР, по обвинению в контрреволюционной деятельности и поддержке УВО. Приговорён Судебной тройкой при Коллегии ГПУ УССР 1 октября 1933 к 10 годам ИТЛ, отбывал наказание на Соловках. 9 октября 1937 Особой тройкой УНКВД ЛО был приговорён к расстрелу. Приговор приведён в исполнение 3 ноября 1937 в Сандармохе, Карельская АССР.
Братья: Николай (преподаватель, также репрессирован и расстрелян в Сандармохе в 1937 году) и Остап (финансист, в 1940 году арестован и расстрелян за поддержку ОУН).